# Mirador del Bassot
El Mirador del Bassot és un espai històric a Vilalba dels Arcs, des d'on les tropes rebels, aixecades contra la democràcia republicana el juliol de 1936 i dirigides pel general Franco, van organitzar la defensa estratègica d'aquesta vila davant del Govern legítim de la República. El Bassot, espai central d'aquesta defensa, era una antiga bassa avui desapareguda des d'on es recollia aigua. Actualment s'hi ha instal·lat senyals explicatius sobre aquesta posició defensiva franquista i sobre els intents de l'exèrcit republicà de prendre aquesta població i continuar la seva progressió per la Terra Alta a l'estiu de 1938, durant la batalla de l'Ebre.
El municipi de Vilalba dels Arcs es troba sobre un petit turó, a la cota 452. El 25 de juliol de 1938, dia en què va començar la batalla de l'Ebre, les restes de la 50a Divisió franquista es van retirar a Vilalba dels Arcs, un dels punts de resistència de la nova línia. El mateix dia 25 les forces republicanes van començar l'assalt de la població pel sector del Bassot sense èxit –per manca d'artilleria, que encara no havia travessat el riu, i d'armament pesat. Al seu torn, les forces franquistes van resistir les agressions i van reforçar la defensa amb l'arribada de les tropes de relleu, les de la 74a Divisió. A partir del dia 29, els republicans canvien d'estratègia i proven d'ocupar la població des de Quatre Camins fins al 2 d'agost, sense cap mena d'èxit. A partir d'aquí, l'estat major republicà va posar fi a l'acció ofensiva i va passar tan sols a defensar el territori ocupat.
Vilalba dels Arcs té un interessant nucli antic, amb la plaça porxada, l'església parroquial de Sant Llorenç i la capella de la Mare de Déu de Gràcia, actualment condicionada com a sala d'actes i exposicions. Tant la mateixa comarca de la Terra Alta com la veïna Ribera d'Ebre contenen una oferta d'espais de memòria important, ja que s'han recuperat espais històrics, s'han senyalitzat llocs de memòria i s'han creat diversos centres d'interpretació; tota aquesta oferta configura els Espais de la Batalla de l'Ebre. També es pot visitar per proximitat geogràfica i temàtica el camp d'aviació de la Sénia, al Montsià.